# 菲律宾罗汉松
菲律宾罗汉松（学名：Podocarpus philippinensis）是罗汉松科罗汉松属的植物。分布于台灣、菲律宾等地区，目前尚未由人工引种栽培。